# Stazione di Cagliari San Saturnino
La stazione di Cagliari San Saturnino (ufficialmente San Saturnino) è una fermata in costruzione della linea 3 della rete tranviaria di Cagliari. 

## Storia
A differenza della maggior parte delle stazioni della tranvia, non fa parte della linea a scartamento ridotto Cagliari - Isili, ma la stazione è parte del prolungamento verso Piazza Matteotti e la stazione di Cagliari FS, approvato nel 2019 e i quali lavori sono iniziati nel 2023 che si dovrebbero concludere a breve, entro la fine di agosto 2025. 

## Struttura dell'impianto
La fermata è costituita da una sola banchina coperta con due binari, uno in direzione Piazza Repubblica e, a prolungamento completato, anche in direzione della Stazione FS.

## Interscambi
- Fermata autobus
- Fermata filobus